# Fabrizio Frizzi
Fabrizio Frizzi (Roma, 5 febbraio 1958 – Roma, 26 marzo 2018) è stato un conduttore televisivo e conduttore radiofonico italiano.
Ispirandosi a Corrado, nella sua carriera ha condotto quiz, varietà e talent show come Miss Italia (che lo vide alla guida per 17 edizioni, di cui 15 consecutive), Europa Europa, I fatti vostri, Scommettiamo che...?, Luna Park, Domenica in, Per tutta la vita...?, Cominciamo bene, Soliti ignoti e L'eredità; ha partecipato come concorrente in programmi di successo come Ballando con le stelle e Tale e quale show e ha recitato nelle due stagioni della fiction Non lasciamoci più. Legato anche a trasmissioni benefiche come la maratona televisiva Telethon, da lui condotta negli anni novanta e poi ripresa ininterrottamente dal 2005 fino al 2016 per 11 edizioni, ha anche commentato La partita del cuore per 22 edizioni dal 1992 al 2017. 
Considerato fin dagli anni ottanta uno dei principali presentatori della Rai, è stato insieme a Pippo Baudo il conduttore con più trasmissioni all'attivo. È stato occasionalmente attore e soprattutto doppiatore: sua è la voce italiana dello Sceriffo Woody nei primi tre film della saga di Toy Story.

## Biografia
Nasce a Roma il 5 febbraio 1958. Figlio di Fulvio, un distributore cinematografico di Bologna, già direttore commerciale dell'Euro International Film, e poi della Cineriz, e fratello del compositore Fabio, frequenta le scuole elementari a Roma alla Cesare Nobili nel quartiere Balduina. Sempre nella capitale, si diploma al liceo classico dell'Istituto San Giuseppe Calasanzio, per poi iscriversi a Giurisprudenza presso la Sapienza - Università di Roma, ma lascia gli studi dopo aver sostenuto quattro esami.

### Esordi

Fabrizio Frizzi con Nadia Bengala incorona Eleonora Benfatto durante Miss Italia 1989

Inizia la sua carriera da giovanissimo nelle radio (nel 1976 debutta a Radio Antenna Musica di Roma) e nelle televisioni private (prima a S.P.Q.R. Tv poi nell'emittente catanese Tve Teletna), nel frattempo coltiva un paio di esperienze teatrali (inscenando due commedie di Dario Fo) per approdare poi alla Rai nel 1980 e partecipare al programma per ragazzi Il barattolo su Rai 2, prima come inviato e poi come conduttore insieme a Roberta Manfredi. Nel 1982 prende parte alla trasmissione pomeridiana per ragazzi Tandem, sempre in onda su Rai 2 e condotta da Enza Sampò, e fa parte del programma sino al 1987 per un totale di cinque edizioni: all'interno del programma Frizzi, che inizialmente era uno dei giovani comprimari incaricati di dar vita a giochi con scolaresche (insieme a Emanuela Giordano, Lino Fontis, Marco Dané), si ritaglia uno spazio sempre più ampio. Nel 1985 Tandem viene affiancato da Pane e marmellata, altro programma per ragazzi, e a Frizzi ne viene assegnata la conduzione insieme a Rita dalla Chiesa, sua futura moglie.
Nel marzo del 1988, appena compiuti 30 anni, Frizzi approda in prima serata su Rai 1 dove conduce il varietà Europa Europa, ideato da Michele Guardì, affiancato da Elisabetta Gardini. Il programma viene realizzato per un totale di tre edizioni, fino al giugno del 1990. Sempre nel 1988 conduce l'evento Una notte d'estate e un'edizione di Donna sotto le stelle. Dallo stesso anno diventa il conduttore del famoso concorso di bellezza Miss Italia (che va in onda per la prima volta in diretta su Rai 1 dopo alcune edizioni registrate sulle reti Fininvest), esperienza che gli darà enorme popolarità e che ripeterà per 15 edizioni consecutive, sino al 2002, e nuovamente nel 2011 e nel 2012.
Nel 1989 presenta numerosi eventi come il Festival di Castrocaro e quello di Saint Vincent. Di quest'ultimo sarà il padrone di casa anche l'anno successivo. Conduce, inoltre, le prime tre edizioni del concorso di bellezza Miss Italia nel mondo, comprese tra il 1991 e il 1993, e la serata speciale Uno, due, tre Vela d'oro (1990).

### Anni novanta
Nel 1990 tiene a battesimo il programma I fatti vostri, uno dei programmi più longevi di Rai 2, anch'esso ideato da Michele Guardì, che guida per tre edizioni fino al 1993, alternandosi con Giancarlo Magalli e Alberto Castagna.
Nel 1991 è ancora una volta fondamentale per Frizzi la collaborazione con Michele Guardì: l'autore e regista siciliano gli affida, infatti, la conduzione del programma Scommettiamo che...?, varietà di prima serata del sabato, che ottiene un grande successo e che conduce assieme a Milly Carlucci. L'anno successivo presentò nuovamente lo show, e anche stavolta gli ascolti furono eclatanti: la trasmissione chiuse con una media di 10 milioni di spettatori e il 37% di share. In questi anni presenta altre due vincenti edizioni di Miss Italia, e anche una striscia speciale di Scommettiamo che..? dal titolo Prove e provini. Dopo il successo di Scommettiamo che..? e di Miss Italia, il suo nome viene accostato più volte alla conduzione del Festival di Sanremo 1992, tuttavia la Rai sceglie di riaffidarsi a Pippo Baudo.
Il fratello maggiore Fabio, di professione musicista, ha lavorato alla colonna sonora di numerosi film e alle sigle di vari programmi televisivi, alcuni dei quali condotti proprio da Fabrizio.
Sempre nel 1992 conduce la serata evento EuroDisney '92 ovvero La grande notte di EuroDisney al fianco di Milly Carlucci, mentre il 5 maggio, insieme a Corrado e Antonella Elia, per presentare la Notte dei Telegatti su Canale 5, suo esordio alla Fininvest. Sempre nello stesso anno, in diretta dallo Stadio Olimpico, presentò la Partita del cuore, mentre in autunno condusse la terza edizione di Scommettiamo che ...? con la quale ottenne un notevole successo: la media di ascolti sfiorò i 12 milioni di spettatori. Nel 1993 prende nuovamente le redini dei concorsi Miss Italia e Miss Italia nel mondo, e con altrettanti buoni ascolti viene ingaggiato per la Partita del cuore a maggio.
Dall'autunno del 1994 fa parte del cast dei conduttori del quiz Luna Park, ideato da Pippo Baudo, e in onda nella fascia oraria preserale che precede il TG1. Insieme a Frizzi, conduttore del lunedì, conducono a rotazione Milly Carlucci, Mara Venier, Rosanna Lambertucci e Pippo Baudo, rispettivamente dal martedì al venerdì. Dal 1º ottobre conduce la quinta edizione di Scommettiamo che...?, fino al 6 gennaio 1995, per 14 sabati consecutivi, bissando i buoni risultati delle edizioni precedenti. Dal 1994 al 1996 presenta, inoltre, la maratona benefica Telethon.
Nel 1995 debutta a teatro con La principessa della ciarda, operetta musicale di Emmerich Kálmán riadattata dal regista Gino Landi. A marzo dello stesso anno condusse il Festival Disney, mentre il 24 aprile vinse l'Oscar della Tv per il successo di Luna Park. Nel mese di settembre venne richiamato per la seconda edizione di Luna Park, con il cast di conduttori, al quale a dicembre si aggiunse Paolo Bonolis.
Il 30 novembre 1995 conduce una puntata speciale della trasmissione dal titolo Buon Compleanno Luna Park. Visto il successo ottenuto, il programma va in onda anche al sabato, con la conduzione di Pippo Baudo, sostituito poi dallo stesso Frizzi nelle ultime settimane della stagione televisiva. Il confermato successo della trasmissione la porta a vincere un Telegatto nel 1996. Dal 7 ottobre conduce la sesta edizione di Scommettiamo che...?, per 14 puntate al sabato sera; a differenza degli anni precedenti, quest'edizione riscuote minor successo, tanto da portare la Rai a mettere a riposo il programma per qualche tempo. Conduce nuovamente Miss Italia, quest'ultima andata in onda con buoni ascolti per tre serate il 30 agosto, il 1º e il 2 settembre.
Il 22 marzo 1996 esce in Italia il film d'animazione Toy Story - Il mondo dei giocattoli, per il quale si cimenta per la prima volta nel doppiaggio, prestando voce al protagonista Woody. Il film diventa campione d'incassi della stagione, cosicché viene realizzato un seguito nel 1999, Toy Story 2 - Woody e Buzz alla riscossa, e poi un terzo capitolo nel 2010, Toy Story 3 - La grande fuga, nei quali Frizzi è riconfermato per la voce di Woody. Inoltre, canta con Riccardo Cocciante uno dei brani compresi nella colonna sonora del film dal titolo Hai un amico in me. Nel film Toy Story 4, realizzato un anno dopo la sua morte, Woody viene doppiato da Angelo Maggi; nella versione italiana, Frizzi viene omaggiato con la scritta «Grazie Fabrizio» nei titoli di coda.
Nell'estate del 1996, in occasione delle Olimpiadi di Atlanta, condusse lo show Atlantam tam, mentre in autunno prende parte alla terza e ultima edizione di Luna Park, che riscuote minor successo delle precedenti.
Nel 1997 condusse Mezzogiorno con Fabrizio Frizzi su Rai Radio 2. In primavera è la volta dello special Tutti in una notte, mentre in autunno conduce l'edizione 1997-1998 di Domenica in, affiancato tra gli altri da Antonella Clerici, Donatella Raffai e Mara Carfagna. Nello stesso anno, in prima serata al giovedì, conduce lo show Per tutta la vita...? insieme a Natasha Stefanenko. Nel 1998 ne conduce la seconda edizione, affiancato stavolta da Romina Power, e ripresenta diversi eventi come La partita del cuore, Miss Italia.
Nel 1999 è nel cast de La vedova allegra con Andrea Bocelli e Cecilia Gasdia all'Arena di Verona, dove interpreta il barone Mirko Zeta. L'operetta, diretta dal regista Beni Montresor, in seguito va in onda su Rai 1.
Nell'autunno del 1999, dopo tre anni di pausa, ripropone Scommettiamo che...?, dove viene affiancato stavolta dalla modella Afef Jnifen, tutti i giovedì per 14 puntate, mentre in primavera conduce nuovamente La partita del cuore. Sempre nel 1999 gli viene proposto di interpretare l'avvocato Paolo Bonelli, ruolo di protagonista della fiction Non lasciamoci più, nella quale recita con Debora Caprioglio, in onda a partire dal 19 settembre su Rai 1. Fanno parte del cast, tra gli altri, anche Paolo Ferrari, Isa Barzizza e Angelo Orlando, mentre la regia viene affidata a Vittorio Sindoni. A partire dall'11 marzo 2000 conduce la quarta edizione di Per tutta la vita...?, per 13 puntate il sabato sera.

### Anni 2000

Frizzi durante Miss Italia 2001

Nel 2000 Fabrizio Frizzi dona il midollo osseo a Valeria Favorito, una ragazza di Erice. Frizzi racconta così l'accaduto:
Per questo motivo, Erice, paese in provincia di Trapani, gli conferisce la cittadinanza onoraria.
Nella stagione 2000-2001 va in scena con la commedia di Aldo De Benedetti Lo sbaglio di essere vivo, recitando al fianco di Mascia Musy e Ennio Coltorti, sotto la direzione di Lucio Ardenzi e dello stesso Coltorti, con una tournée che gli fa girare l'Italia.
A gennaio del 2001 torna la serie Non lasciamoci più, per otto puntate su Rai 1. Nello stesso anno Frizzi conduce lo special Sogno di mezza estate e una nuova edizione di Scommettiamo che...? con Valeria Mazza. Dal 2 maggio 2002 presenta per dieci puntate la quinta edizione di Per tutta la vita...?, insieme a Roberta Lanfranchi.
Nel settembre del 2002 il neo-direttore di Rai 1 Fabrizio Del Noce sceglie Frizzi per condurre un nuovo evento sempre alla Rai, Tutti a scuola, che inaugura l'inizio dell'anno scolastico alla presenza del Presidente della Repubblica Italiana Carlo Azeglio Ciampi, oltre che di vari esponenti politici. Dal 5 al 9 settembre conduce la 63ª edizione di Miss Italia.
Dopo una breve e poco fortunata parentesi nella primavera 2003 a Mediaset con il varietà Come sorelle, condotto insieme a Valeria Mazza il sabato sera su Canale 5, torna alla Rai. Dal 29 settembre 2003 conduce Piazza Grande su Rai 2, nuova versione de I fatti vostri (precedentemente condotto proprio da Frizzi) con buon successo in termini di ascolto. Nello stesso mese viene scelto nuovamente per coordinare la cerimonia d'apertura dell'anno scolastico Tutti a scuola, che lo vedrà impegnato ogni anno sino al 2016.
Dopo un periodo di riposo, nel gennaio del 2005 partecipa come concorrente alla prima edizione del nuovo show di Rai 1 Ballando con le stelle, condotto da Milly Carlucci, in coppia con la ballerina Samanta Togni, riuscendo a classificarsi quarto, e conduce Assolutamente, programma poco fortunato.
Dalla stagione 2005-2006 conduce Cominciamo bene su Rai 3, al fianco di Elsa Di Gati, con la partecipazione di Rita Forte. In estate conduce il poco seguito Mister Archimede, al venerdì in prima serata su Rai 1, in autunno riprende il timone de La partita del cuore: l'evento sarà condotto da Frizzi ininterrottamente fino al 2013. Da dicembre è nuovamente il volto cardine della maratona Telethon, con Milly Carlucci al suo fianco. Dall'estate del 2006 a quella del 2008 conduce tre edizioni del Premio Lunezia.
Nell'autunno del 2006 riprende le redini del contenitore Cominciamo bene con Elsa Di Gati, mentre a dicembre presenta nuovamente Telethon, sempre con Milly Carlucci. Dopo il flop di Mi fido di te, in onda nella primavera 2007 sempre su Rai 1, conduce il nuovo game show Soliti ignoti - Identità nascoste, che prende il posto di Affari tuoi proprio durante la pausa estiva, andando in onda dopo il TG1, e ottiene un grande successo di ascolti, superando quasi sempre l'altro concorrente Cultura moderna, condotto da Teo Mammucari su Canale 5. Ancora nell'estate del 2007 conduce su Rai 3 il Circo Massimo Show, con la partecipazione dell'esordiente Belén Rodríguez. Nell'autunno del 2007 torna alla guida di Cominciamo bene, mentre da giovedì 6 dicembre propone quattro puntate speciali dei Soliti ignoti - Identità nascoste in prima serata, per poi condurlo dal 1º gennaio 2008 nuovamente in access prime time, per due mesi al posto di Affari tuoi, proseguendo fino a marzo. Nello stesso periodo riprende il timone della maratona benefica Telethon insieme a Milly Carlucci, Paolo Belli e Alessia Mancini.
Sempre nel 2007 riprende l'attività teatrale con la pièce di Aldo De Benedetti Non ti conosco più, affiancato da Edy Angelillo e da Carlo Alighiero, il quale cura anche l'adattamento e la regia. Con lo stesso regista, l'anno seguente calcò i teatri italiani con la commedia di André Roussin Ninà, nel quale vestì i panni dell'amante Gèrard de Vigny, sempre accanto alla Angelillo.
Nel 2008 conduce il nuovo gioco estivo La botola su Rai 1, fino a metà settembre. In autunno torna su Rai 3 con Cominciamo bene, mentre a dicembre viene riconfermato per un'altra edizione di Telethon con la partecipazione di Paolo Belli e Arianna Ciampoli. Il 3 agosto 2009 conduce la puntata pilota dello show Mettiamoci all'opera. Nello stesso anno canta nell'ultimo disco di Claudio Baglioni Q.P.G.A., nella canzone Tortadinonna o gonnacorta.
A giugno 2009 presenta all'Arena Sferisterio di Macerata le serate finali di Musicultura, un festival dedicato alla musica popolare e d'autore di cui fu conduttore per nove edizioni consecutive fino al 2017.
A partire dal settembre del 2009 ritorna al timone del contenitore Cominciamo bene. Nello stesso periodo, conduce per la settima volta la trasmissione di inaugurazione dell'anno scolastico "Tutti a scuola 2009" in onda su Rai 1 e trasmessa dal cortile del Quirinale. Dal 12 dicembre fu alla guida di Telethon, dal 26 dello stesso mese condusse lo show Mettiamoci all'opera, per due puntate. Il 31 dicembre accompagna i telespettatori nello speciale di Capodanno L'anno che verrà, in diretta da Rimini per celebrare l'arrivo del 2010 insieme a molteplici ospiti.

### Anni 2010

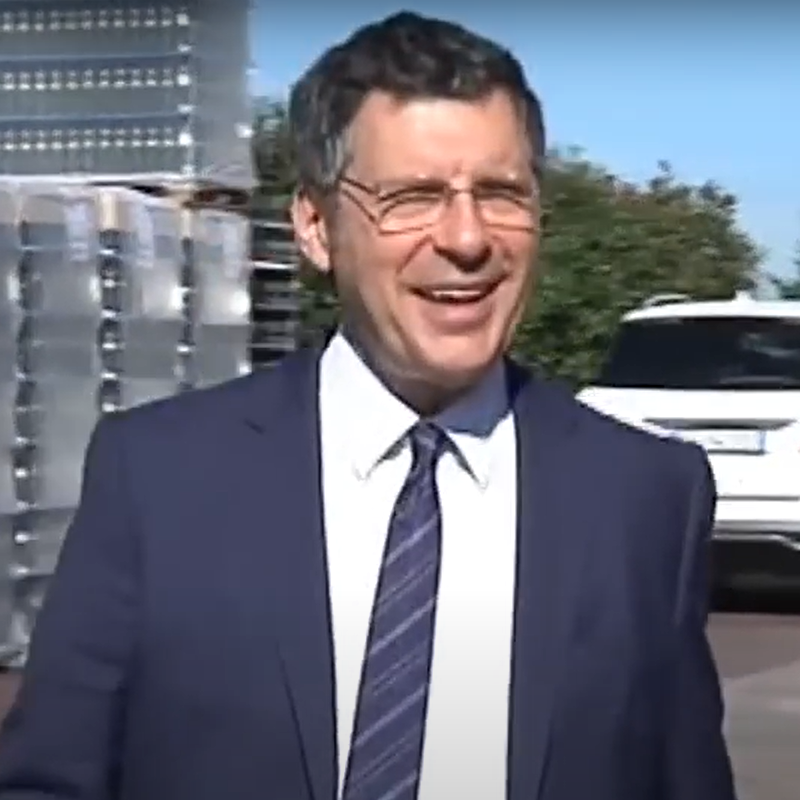
Frizzi nel 2016

Il 15 marzo 2010 torna su Rai 1 con i Soliti ignoti - Identità nascoste, sostituendo ancora una volta Affari tuoi a causa del calo di ascolti del game show di Max Giusti.
Il 20 maggio torna a ricoprire il ruolo di padrone di casa del Premio Barocco, sempre in prima serata su Rai 1. Dopo aver terminato la stagione dei Soliti ignoti, il 12 giugno conduce con grande successo la puntata pilota di Attenti a quei due - La sfida insieme a Max Giusti. Il 16 luglio approda alla conduzione della finale del Festival di Castrocaro in prima serata su Rai 1.
Nel 2010 è anche impegnato a teatro con la pièce di Carlo Alighiero, Cinzia Berni e Guido Polito Attico con vista ... vendesi, rappresentata al Teatro Manzoni di Roma accanto a Rita Forte.
Dall'8 settembre 2010 condusse nuovamente i Soliti ignoti - Identità nascoste, in onda fino al 12 febbraio 2011, ottenendo grandi ascolti e riuscendo a battere in numerose occasioni il concorrente di Canale 5 Striscia la notizia. Nella stessa stagione, il programma va in onda anche in prima serata con puntate speciali dal titolo Soliti ignoti - Speciale ... e confermo, per 11 settimane. Il 21 settembre 2010 è di nuovo il cerimoniere dell'inaugurazione dell'anno scolastico, in diretta dal Quirinale, con uno speciale Tutti a scuola in occasione del 150° dell'Unità d'Italia. Dal 16 al 19 dicembre presenta ancora una volta la maratona del Telethon 2010. Il 28 dicembre conduce la puntata pilota del programma Adamo & Eva; gli ascolti registrati non sono però soddisfacenti e al numero zero non segue nessun'altra puntata. A partire dall'8 gennaio 2011 conduce la prima edizione di Attenti a quei due - La sfida insieme a Max Giusti. Il 20 marzo conduce il Premio Regia Televisiva, in prima serata su Rai 1. Il 17 giugno torna alla guida dello spettacolo Mettiamoci all'opera, giunto alla sua terza edizione. Sempre in estate presenta il Festival di Castrocaro.
Il 4 settembre 2011 presenta la puntata pilota dello show Vengo anch'io, che non ha seguito, e dall'11 torna a condurre, sempre su Rai 1, i Soliti ignoti - Identità nascoste fino al 13 febbraio 2012; al termine di questa edizione la Rai decise di mettere a riposo il programma, e al suo posto torna in onda Max Giusti con Affari tuoi per tutta la stagione. Dopo 9 anni di assenza, il 18 e 19 settembre 2011 torna alla guida di Miss Italia, in onda da Montecatini Terme. Dal 16 al 18 dicembre è di nuovo il padrone di casa di Telethon. Dal 9 marzo conduce la prima edizione di Non sparate sul pianista, nuovo show prodotto dalla Toro Produzioni, per quattro venerdì sera, su Rai 1. Il 30 esce nelle sale cinematografiche il film dei fratelli Vanzina Buona giornata, nel quale Frizzi compare nei panni di sé stesso.
Sempre nel 2012, insieme a vari volti noti della musica e dello spettacolo, prende parte al progetto Il senso... di Alex, CD dedicato ad Alex Baroni a 10 anni dalla scomparsa, intonando il brano Sei la mia canzone.
Il 9 e 10 settembre 2012 conduce Miss Italia. Il 19 ripropone Per tutta la vita...?, a 10 anni dall'ultima edizione; il programma, stavolta, non ottiene ascolti soddisfacenti e viene sospeso dopo due puntate, a fronte delle sei inizialmente previste. Dal 22 febbraio 2013 guida il nuovo show Red or black? - Tutto o niente con la partecipazione di Gabriele Cirilli, ridotto da otto a sei puntate a causa dei bassi ascolti ottenuti. Il 27 marzo conduce nuovamente il Premio Regia Televisiva, in diretta da Sanremo. Il 28 maggio presenta per l'ultima volta La partita del cuore su Rai 1.
La stagione 2013-2014 vede Frizzi come concorrente alla terza edizione del varietà Tale e quale show, condotto da Carlo Conti, ottenendo parecchi consensi da parte del pubblico, aggiudicandosi il quarto posto nella classifica finale. Tra le imitazioni più riuscite si citano quelle di Piero Pelù, Max Gazzè e Alberto Sordi. Dal 15 dicembre 2013 conduce nuovamente Telethon. A partire dal 1º febbraio 2014 partecipa in qualità di giurato nella settima edizione del talent show Ti lascio una canzone, condotto da Antonella Clerici. Il 9 marzo riprende le redini del Premio Regia Televisiva, in prima serata su Rai 1.
Il 10 marzo 2014 viene scelto per condurre L'eredità, subentrando a Carlo Conti. Frizzi lo conduce dal 13 aprile fino al 31 maggio 2014 ottenendo un buon successo.
Viene scelto per doppiare il personaggio John Wilkes Booth nell'episodio Amica a pagamento de I Simpson, in onda su Italia 1 il 27 ottobre 2014.
Dal 15 giugno 2015, insieme alla ex moglie Rita dalla Chiesa, conduce il nuovo programma La posta del cuore, in onda dal lunedì al venerdì su Rai 1. Il 25 giugno conduce su Rai 3 Vedi chi erano i Beatles, in occasione del 50º anniversario dai concerti dei Beatles in Italia. Dal 3 al 24 luglio presenta su Rai 1 Gli italiani hanno sempre ragione, game show sociologico in 4 prime serate basato su sondaggi del popolo italiano.
Dal 12 settembre al 28 novembre 2015 torna a ricoprire il ruolo di giurato nell'ottava edizione di Ti lascio una canzone, mentre a partire dal 27 settembre sostituisce definitivamente Carlo Conti alla guida de L'eredità.

### Il malore e la ripresa
Il 23 ottobre 2017, durante la registrazione di una puntata de L'eredità, Frizzi viene colto da una lieve ischemia cerebrale e ricoverato al policlinico Umberto I. Dopo alcuni esami e accertamenti viene dimesso a novembre. Al suo posto, dal 30 ottobre torna temporaneamente a condurre il programma Carlo Conti. Dopo un periodo di riposo, Frizzi torna al timone dell'Eredità a partire dal 15 dicembre.

### La morte improvvisa
Il 25 marzo 2018, cinque mesi dopo l'ictus, durante la messa in onda del suo programma, le sue condizioni peggiorano improvvisamente e viene ricoverato d'urgenza per emorragia cerebrale all'ospedale Sant'Andrea di Roma, dove però non supera la crisi e muore la mattina dopo, all'età di 60 anni. La camera ardente viene allestita il 27 marzo presso la sede Rai di viale Mazzini, dove il conduttore riceve il tributo di oltre 10.000 persone. Le esequie, in onda in diretta televisiva su Rai 1, si tengono il giorno dopo nella basilica di Santa Maria in Montesanto di Roma a piazza del Popolo, venendo seguite da oltre 5 milioni di persone. Nel pomeriggio la sua salma viene tumulata nella cappella di famiglia nel cimitero comunale di Bassano Romano.
Dopo il decesso del conduttore, filtreranno indiscrezioni da Alfonso Signorini, Giancarlo Magalli e Luca Giurato, secondo cui Frizzi avrebbe avuto metastasi tumorali diffuse nel cervello e altri organi, inoperabili. Il fatto non è mai stato confermato dalla famiglia ed è rimasto presunto, seppur ripreso anche da vari organi di stampa (tra cui articoli del Corriere della Sera) e siti a carattere medico. In un'intervista del 2019 alla dottoressa Alessandra Fabi dell'Istituto Nazionale Tumori "Regina Elena" di Roma, si dice che si sarebbe trattato invece di glioblastoma.
Il 6 luglio 2018, con un comunicato, la Rai annuncia di aver deciso di intitolargli gli Studi televisivi DEAR, rinominati Studi televisivi Fabrizio Frizzi. Come segno di affetto e di riconoscimento, sopra la porta di ingresso dello studio televisivo dove si registra il programma L’eredità, è stata affissa la sua maglietta di pallacanestro numero 10. Per più di 15 anni, infatti, Frizzi è stato presidente della nazionale artisti di pallacanestro, uno sport che ha sempre seguito e promosso.
Il 5 febbraio 2020, giorno del suo 62º compleanno, il conduttore del Festival di Sanremo Amadeus e la vedova Carlotta Mantovan lo ricordano in diretta sul palco del Teatro Ariston di Sanremo, cosa che aveva fatto anche Claudio Baglioni l'anno precedente.
L'11 febbraio 2025 Carlo Conti, preso il timone della 75ª edizione del Festival di Sanremo, ricorda Fabrizio Frizzi trasmettendo un estratto della canzone Un amico in me, canzone cantata da Frizzi durante il doppiaggio dei primi 3 film della saga di Toy Story.

## Vita privata
Nel giugno del 1992 Fabrizio Frizzi ha sposato la collega Rita dalla Chiesa; i due si sono separati nel 1998 e hanno divorziato nel 2002, rimanendo però in ottimi rapporti, tanto da lavorare insieme in alcuni programmi anche dopo la fine della loro relazione.
Dal 2002 è stato legato a Carlotta Mantovan, giornalista di Sky TG24, dalla quale, il 3 maggio 2013, ha avuto una figlia, Stella. Fabrizio Frizzi e Carlotta Mantovan si sono sposati il 4 ottobre 2014.

## Episodi lavorativi
- Nel 2000 l'allora direttore generale Pier Luigi Celli espresse giudizi molto negativi nei confronti della conduzione di Fabrizio del programma Per tutta la vita, programma che aveva come protagonisti due coppie di sposi che si sfidavano per vincere un viaggio ai Caraibi. Frizzi commentò questa vicenda con le seguenti parole: "Dopo un amore sano e corrisposto, la frattura non si è ricomposta. Dopo di allora nulla è stato più come prima. Se arrivasse una bella proposta da un'altra rete, pubblica o privata, accetterei. Nel '92 arrivò un’offerta da Mediaset, ma dissi: "Non sono pronto". Sentivo l’appartenenza alla Rai. Ora quel Frizzi non esiste più. Da quel 3 giugno del 2000 per me si è rotta la complicità, non mi sono sentito più indispensabile". In seguito a questa vicenda, Fabrizio passò un periodo di crisi descritto da lui stesso con queste parole: "Quando sei in disgrazia le giornate sembrano interminabili. A un certo punto nemmeno il mio carattere, prevalentemente ottimista, mi sosteneva più. Io ho molte più debolezze, molti più difetti di quanto sembri. Il fatto è che quando scegli di fare l’artista, scegli un lavoro precario. Vivi in perenne compagnia di un’ansia di conferma. È una regola del gioco anche questa: né buona né cattiva. Una regola e basta".[70]
- Dopo l'ultima serata di Miss Italia 2002 il direttore Fabrizio Del Noce dichiarò di essersi annoiato durante la manifestazione; Frizzi non gradì la cosa e così decise di abbandonare la Rai alla scadenza del contratto il 31 dicembre 2002.[71]

## Televisione
- Diretta... mente insieme (Teletna, 1977-1978)
- Il barattolo (Rete 2, 1980-1981)
- Tandem (Rete 2, 1982; Rai 2, 1983-1987)
- Pane e marmellata (Rai 2, 1985-1986)
- La più bella d'Italia (Rai 1, 1986)
- Una notte d'estate (Rai 1, 1988)
- Donna sotto le stelle (Rai 1, 1988)
- Europa Europa (Rai 1, 1988-1989)
- Miss Italia (Rai 1, 1988-2002, 2011-2012)
  -  Miss Italia nel mondo (Rai 1, 1991-1993, 2012) 
  -  Miss Italia Notte (Rai 1, 1996)
- Festival di Castrocaro (Rai 1, 1989, 2010-2011)
- Premio Fiuggi (Rai 1, 1989)
- Saint Vincent Estate (Rai 1, 1989-1990)
- I fatti vostri (Rai 2, 1990-1991, 1992-1993)
  -  I fatti vostri - Piazza Italia di sera (Rai 2, 1991-1993) 
  -  I fatti vostri - Speciale Padre Pio (Rai 2, 1999)
- Uno, Due, Tre Vela d'Oro (Rai 1, 1990)
- Cerimonia di riapertura della Fontana di Trevi (Rai 1, 1991)[72]
- Scommettiamo che...? (Rai 1, 1991-1996, 1999-2001)
  -  Prove e provini a Scommettiamo che...? (Rai 1, 1992-1996) 
  -  Scomettiamo che...? - Speciale Lotteria Italia (Rai 1, 1993-1996) 
  -  Anteprima di Scommettiamo che...? (Rai 1, 1994-1995) 
  -  Scommettiamo che...? Ragazzi (Rai 1, 1994-1995)
- Cerimonia d’apertura di EuroDisney (Rai 1, 1992)
- Gran premio internazionale dello spettacolo (Canale 5, 1992)
- La partita del cuore (Rai 1, 1992-2002, 2005-2013, 2016-2017)
- Telethon (Rai 1, 1994-1996, 1999, 2005-2017)
- Luna Park (Rai 1, 1994-1996, 1997)
  -  Una sera al Luna Park (Rai 1, 1995) 
  -  Buon Compleanno Luna Park (Rai 1, 1995) 
  -  Chi è Babbo Natale? (Rai 1, 1996) 
  -  L'Isola del tesoro - Grande Festa al Luna Park (Rai 1, 1997)
- Festival Disney (Rai 1, 1995)
- La zingara (Rai 1, 1995-1997)
  -  Luna Park - La zingara (Rai 1, 1995-1996) 
  -  Luna Park - Le torri della zingara (Rai 1, 1996-1997)
- Atlantam tam (Rai 1, 1996)
- 100 anni: un secolo di storie Olimpiche (Rai 3, 1996)
- Serata Gemelli (Rai 1, 1997)
- Tutti in una notte (Rai 2, 1997)
- Domenica in (Rai 1, 1997-1998)
  -  Domenica In - Speciale Sanremo (Rai 1, 1998)
- Per tutta la vita (Rai 1, 1997-2000, 2002, 2012)
- Superquark - Festa di compleanno (Rai 1, 1999)
- Festa della Polizia 1999 (Rai 1, 1999)
- Sogno di mezza estate...Moda, musica e... polvere di stelle (Rai 1, 2001)
- Tanti auguri Italia (Rai 1, 2001)
- Tutti a scuola (Rai 1, 2002-2016)
- Come sorelle (Canale 5, 2003)
- Piazza Grande (Rai 2, 2003-2004)
  -  Piazza Grande - Lotteria Italia (Rai 2, 2003-2004)
- Concerto di Capodanno "Arie di festa" (Rai 1, 2004)
- Grazie Alberto (Rai 2, 2004)
- Cominciamo bene (Rai 3, 2005-2010)
- Mister Archimede (Rai 1, 2005)
- Ballando con le stelle (Rai 1, 2005) Concorrente
- Assolutamente (Rai 1, 2005)
- Circo Massimo Show (Rai 3, 2007)
- Mi fido di te (Rai 1, 2007-2008)
- Soliti ignoti (Rai 1, 2007-2012)
  -  Soliti ignoti - Identità nascoste (Rai 1, 2007-2008, 2010-2012) 
  -  Speciale Soliti ignoti - Identità nascoste (Rai 1, 2010) 
  -  Soliti ignoti - Speciale... e confermo (Rai 1, 2010) 
  -  Soliti ignoti - Uno speciale da favola (Rai 1, 2010) 
  -  Soliti Ignoti - Speciale Telethon (Rai 1, 2010-2011) 
  -  Soliti ignoti - Speciale Natale (Rai 1, 2010-2011)
- Premio Barocco (Rai 1, 2008, 2010-2011)
- La botola (Rai 1, 2008)
- Una notte a Sirmione (Rai 1, 2008)
- Ciak... si canta! (Rai 1, 2009) Giudice
- Musicultura (Rai Extra, 2009; Rai 1, 2010, 2017; Rai 3, 2011-2012; Rai 5, 2013)
- Mettiamoci all'opera (Rai 1, 2009-2011)
- L'anno che verrà (Rai 1, 2009)
- Attenti a quei due - La sfida (Rai 1, 2010-2011)
- Adamo & Eva (Rai 1, 2010)
- Premio Mogol (Rai 1, 2010)
- Premio Regia Televisiva (Rai 1, 2011, 2013-2015)
- Vengo anch'io (Rai 1, 2011)
- Non sparate sul pianista (Rai 1, 2012)
- Concerto per l'Emilia (Rai 1, 2012)
- Buon Natale con Frate Indovino (Rai 1, 2012)
- Red or Black? - Tutto o niente (Rai 1, 2013)
- Tale e quale show (Rai 1, 2013) Concorrente
- Ti lascio una canzone (Rai 1, 2014-2015) Giudice
- Tale e quale show - Il torneo (Rai 1, 2014) Concorrente
- L'eredità (Rai 1, 2014-2018)[73]
  -  L'eredità - Speciale AIRC (Rai 1, 2015-2016) 
  -  L'eredità Show (Rai 1, 2017)
- Match for Expo (Rai 1, 2015)
- La posta del cuore (Rai 1, 2015)
- Vedi chi erano i Beatles (Rai 3, 2015)
- Gli italiani hanno sempre ragione (Rai 1, 2015)
- Techetechete' (Rai 1, 2015) Puntata 41
- Natale e quale show (Rai 1, 2016) Giudice ospite

## Altri spettacoli
- Vigilia di Natale di beneficenza al Villaggio Don Bosco di Tivoli (1997-2017)
- Premio Alberto Sordi (2012-2017)

## Radio
- Il rompipiatti (Radio Antenna Musica, 1976-1979)
- Disco Ram (Radio Antenna Musica, 1976-1979)
- I magnifici tre (Radio Antenna Musica, 1977-1980)
- Radio Golfo degli Angeli (1977)[74]
- Radio Centro Brianza (1978)[75]
- Radiouno 90, ovvero una domenica Mondiale (Rai Radio 2, 1990)
- Mezzogiorno con Fabrizio Frizzi (Rai Radio 2, 1997)

## Filmografia
- Non lasciamoci più – serie TV, regia di Vittorio Sindoni (1999-2001)
- Every One Save the Children – cortometraggio, regia di Alessio Liguori (2011)
- Buona giornata – film, regia di Carlo Vanzina (2012) - cameo

## Doppiaggio

### Cinema e home video
- Sceriffo Woody in Toy Story - Il mondo dei giocattoli, Toy Story 2 - Woody e Buzz alla riscossa, Buzz Lightyear da Comando Stellare - Si parte!, Toy Story 3 - La grande fuga
- Auto Woody in Cars - Motori ruggenti

### Cortometraggi
- Sceriffo Woody in Vacanze hawaiiane, Buzz a sorpresa, Non c'è festa senza Rex

### Televisione
- Sceriffo Woody in Toy Story of Terror! e Toy Story: Tutto un altro mondo
- John Wilkes Booth ne I Simpson (25x21)

### Videogiochi
- Sceriffo Woody in Toy Story 2: Woody e Buzz alla riscossa!, Toy Story Racer, Toy Story Mania!, Toy Story 3: Il videogioco e Disney Infinity[76]

### Documentario
- Sceriffo Woody In Dietro le quinte dei Parchi Disney: The Imagineering Story

## Teatro
- Non tutti i ladri vengono per nuocere – commedia di Dario Fo, regia di Marco Lucchesi (1979)
- La Marcolfa – commedia di Dario Fo, regia di Marco Lucchesi (1979)
- Principessa della Czarda – operetta di Emmerich Kálmán, regia di Gino Landi (1995)
- La vedova allegra – operetta di Franz Lehár, regia di Beni Montresor (1999)
- Lo sbaglio di essere vivo – commedia di Aldo De Benedetti, regia di Lucio Ardenzi e Ennio Coltorti (2000-2001)
- Non ti conosco più – commedia di Aldo De Benedetti, regia di Carlo Alighiero (2007)
- Ninà – commedia di André Roussin, regia di Carlo Alighiero (2008)
- Attico con vista... vendesi, regia di Carlo Alighiero, Cinzia Berni e Guido Polito (2010)

## Pubblicità
- Toseroni gelato Blob (1981)
- Beghelli Altolà System (1993)
- Nissan Primera (1995)
- Maina Panettone (1997)

## Discografia
- 1985 - Pane e marmellata
- 1990 - L'orso (con Salvatore Cascio)
- 2009 - Q.P.G.A., album di Claudio Baglioni
- 2012 - Il senso... di Alex, album tributo ad Alex Baroni di artisti vari

## Nella cultura di massa
Il 18 febbraio 2009 sul settimanale Topolino numero 2778 è stata pubblicata la storia I Bassotti e gli insoliti ignoti dove i furfanti partecipano, imbrogliando, al quiz Soliti ignoti - Identità nascoste condotto da Quack Duck; infatti, due giorni prima della puntata, si sono introdotti nelle case delle identità (scoperte dopo aver rubato la lista dei partecipanti) cercando di individuare i loro hobby o mestieri.
Collaborò per vari anni con l'organizzazione Save the Children e con l'associazione di Andrea Tudisco, attiva con i bambini nel campo della cosiddetta cura del sorriso.

## Riconoscimenti
- Premio regia televisiva
  - 1992 – Miglior trasmissione di giochi e quiz TV con Scommettiamo che...?
  - 1993 – Premio Regia Televisiva con I Fatti Vostri
  - 1993 – Miglior trasmissione d'intrattenimento con Scommettiamo che...?
  - 1995 – Miglior quiz TV con Luna Park
  - 1996 – Grandi ascolti con Scommettiamo che...?
  - 2004 – Premio speciale con Piazza Grande
  - 2008 – Top Ten con Soliti ignoti - Identità nascoste
  - 2011 – Top Ten con Soliti ignoti – Identità nascoste
- Telegatti
  - 1992 – Telegatto per il concorso I Magnifici 7
  - 1992 – Miglior trasmissione di varietà con Scommettiamo che...?
  - 1996 – Miglior trasmissione di giochi e quiz TV con Luna Park
- Altri premi
  - 2009 – Leggio d'oro "Menzione speciale cartoon"[80]
  - 2011 – Premio Alberto Sordi per L'impegno come donatore di midollo osseo[23][81]

### Postumo
- 2018 – Premio Biagio Agnes categoria Premio per la televisione[82]
- Premio Critica Televisiva[23]